# Unidad Socialista

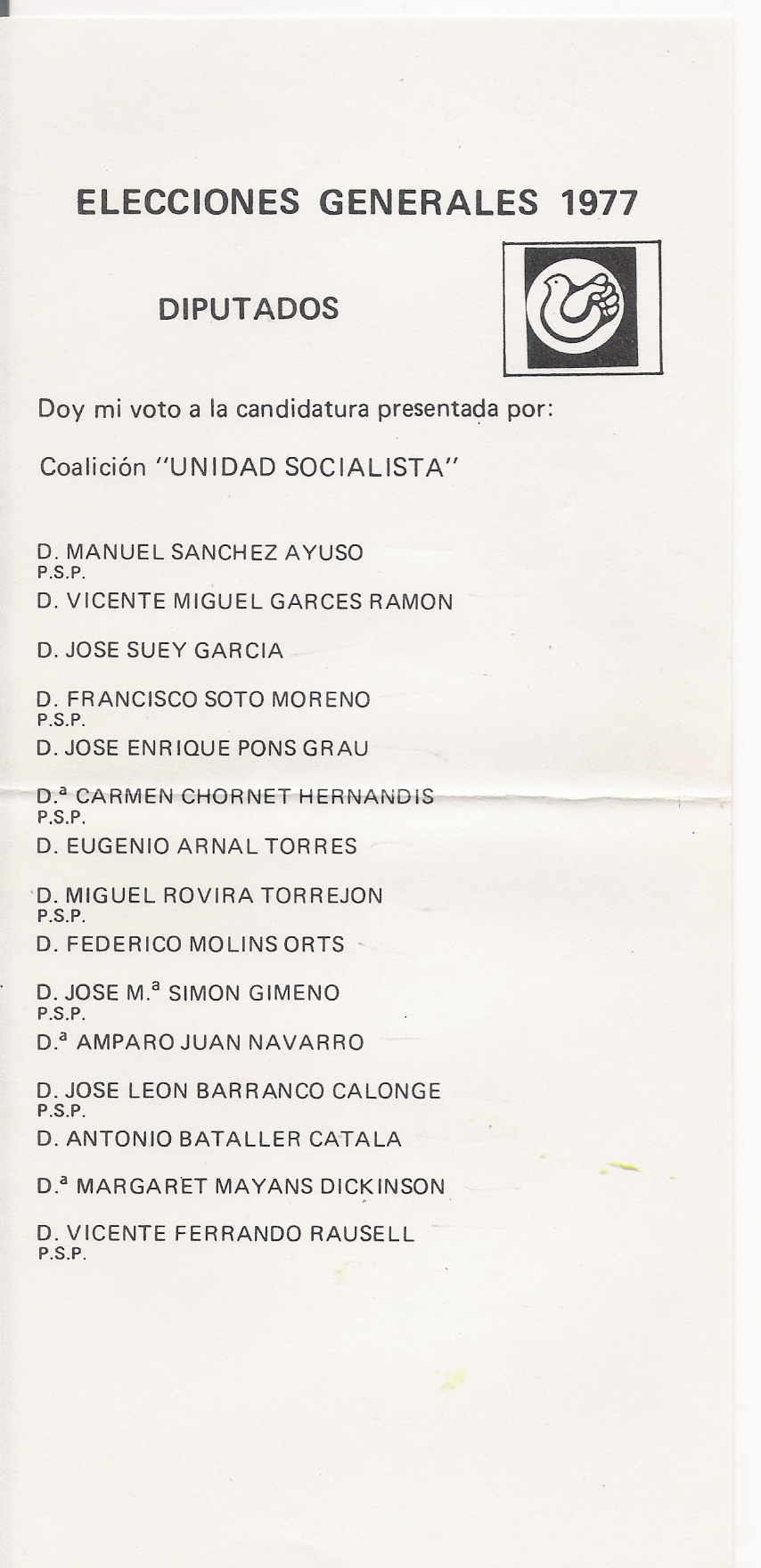
Lista al Congreso por Valencia en 1977.

Unidad Socialista fue el nombre de la coalición electoral que formaron para las elecciones generales españolas de 1977 al Congreso el Partido Socialista Popular (PSP), de Enrique Tierno Galván, y la Federación de Partidos Socialistas (FPS). Por parte de la FPS, formaron parte de la coalición el Partido Socialista de Andalucía (Alejandro Rojas-Marcos), el Partido Socialista de Aragón (Emilio Gastón), el Partido Socialista Autonomista de Canarias, el Partido Socialista de la Región Murciana, el Partit Socialista de les Illes (Mallorca) y el Moviment Socialista de Menorca. También lo hizo el Partit Socialista del País Valencià, el cual, sin embargo tuvo que hacer frente a profunda división entre los partidarios de Joan Garcés, que apoyaban la coalición, y los de Alfons Cucó, contrarios a ella. Finalmente, el PSPV se presentó en la coalición, en tanto que al sector de Cucó se le prohibió el uso de las siglas PSPV, como pretendían.
En el Senado, la coalición se presentó solo en algunas circunscripciones, en tanto que el PSP se integraba en otras en candidaturas plurales de izquierda en las que participaba el PSOE. 
Los resultados electorales del conjunto de la coalición no fueron los esperados. Unidad Socialista obtuvo 816 582 votos en el Congreso (4,46 %), que se tradujeron en seis escaños, de los que cinco pertenecían al PSP (tres por Madrid, Enrique Tierno Galván, Raúl Morodo y Donato Fuejo; uno por Cádiz, Esteban Caamaño; y otro por Valencia, Manuel Sánchez Ayuso) y uno al Partido Socialista de Aragón (por Zaragoza, Emilio Gastón). En el Senado, obtuvo dos senadores, ambos del PSP (en Madrid y Alicante).
Dada la exigüidad de la representación parlamentaria, los seis diputados elegidos en las candidaturas de Unidad Socialista pasaron al Grupo Mixto. Los dos senadores del PSP se integraron en el Grupo Parlamentario Progresistas y Socialistas Independientes.
Tras la integración del PSP y de muchos de los partidos que componían la Federación en el PSOE durante 1978, la mayor parte de diputados y senadores pasaron a los grupos socialistas del Congreso y el Senado.